# OSBPL8
OSBPL8‏ (Oxysterol binding protein like 8) هوَ بروتين يُشَفر بواسطة جين OSBPL8 في الإنسان.